# Distretto di Bereguardo
Il distretto di Bereguardo era il nome di un distretto ideato dal governo giacobino della Repubblica Cisalpina nel dipartimento del Ticino e poi nel dipartimento d'Olona dal 1798.

## Storia
La Costituzione della Repubblica Cisalpina progetto un nuovo ordinamento degli enti locali lombardi, partendo dal presupposto di una nuova geografia basata su una razionalizzazione illuministica anziché sui retaggi di secoli di storia. La funzione dei distretti, che andavano a sostituire l'istituto plurisecolare della pieve, sarebbe divenuto quello di svolgere le più alte funzioni municipali nelle aree di notevole parcellizzazione comunale.
Nell'area settentrionale pavese, la Campagna Soprana venne posta sotto Bereguardo, ad eccezione di quella che era stata la delegazione IV che fu aggregata al distretto di Binasco. Il distretto venne classificato col numero 10.
Definito dalla legge 6 germinale anno VI, l'ente non riuscì ad avere una vera applicazione, fino al golpe militare che riversò il governo giacobino sostituendolo con uno più finalizzato ad ottenere risparmi per la guerra. Il distretto di Bereguardo divenne il numero 7 dell’Olona.
Dopo un solo anno l'invasione austriaca travolse comunque tutto ristabilendo in pieno comuni e vecchie delegazioni. Anche quando l’anno successivo, il 1800, prontamente tornarono i francesi, si preferì a questo punto mantenere provvisoriamente le autorità locali in essere fino a che nel 1801 questo livello amministrativo venne definitivamente superato.  

## Territorio
Il territorio del distretto ereditava quello della Soprana tranne Baselica Bologna, Carpignago, Casadico, Casorate, Giovenzano, Giussago, Guinzano, Liconasco, Ronchetto e Turago Bordone. Col golpe del 1798 prese una porzione dei Parchi di Pavia.